# Banda megye
Banda egy megye Argentína északi részén, Santiago del Estero tartományban. Székhelye La Banda.

## Népesség
A megye népessége a közelmúltban a következőképpen változott:
| Év   | Lakosság |
| ---- | -------- |
| 2001 | 128 162  |
| 2010 | 142 279  |